# Michail Marynitsch
Michail Marynitsch (belarussisch Міхаіл Марыніч; russisch Михаил Маринич; * 13. Januar 1940; † 17. Oktober 2014) war ein belarussischer Politiker und Diplomat.

## Leben
Von 1960 bis 1964 studierte Marynitsch Bauingenieurwesen am Belarussischen Polytechnischen Institut.
Im Oktober 1979 begann er seine berufliche Laufbahn in der Kommunalverwaltung. Bis 1984 war er zunächst Stellvertreter, danach Vorsitzender des Exekutivausschusses im Volksdeputiertenrat des Minsker Bezirks Moskowskij. Anschließend stieg Marynitsch bis 1991 bis hin zum Vorsitzenden des Minsker Stadtrats der Volksdeputierten auf.
Von 1990 bis 1991 war Marynitsch Bürgermeister von Minsk.
Er war Außenwirtschaftsminister und Botschafter in Lettland. Bei der Präsidentschaftswahl 2001 trat er gegen den Amtsinhaber Aljaksandr Lukaschenka an. 2004 wurde er festgenommen und zu fünf Jahren Haft verurteilt. Im Jahr 2005 erkannte Amnesty International Michail Marynitsch als gewaltlosen politischen Gefangenen an. Die Strafe wurde später auf dreieinhalb Jahre Gefängnis reduziert. Nach seiner Entlassung aus dem Gefängnis gründete er zusammen mit Andrej Sannikau die Bürgerbewegung „Europäisches Belarus“.
Im Oktober 2010 erkannte der UN-Menschenrechtsausschuss an, dass Mikhail Marynich während seiner Haftzeit gefoltert und unmenschlich behandelt wurde.